# 德魯·弗格森
德魯·弗格森（英語：Drew Ferguson，1967年—）是美国喬治亞州的一位牙醫和政治家。他曾經擔任西點市的市長。2016年，他代表共和黨參選喬治亞州第三選區的眾議員。弗格森畢業於喬治亞大學和喬治亞醫學院，在2008年至2016年擔任西點市長。他已經結婚並有四個孩子。